# Emma Jung
Emma Jung (nacida Emma Marie Rauschenbach, Schaffhausen, 30 de marzo de 1882-Zúrich, 27 de noviembre de 1955) fue una analista junguiana y escritora suiza. Se casó con Carl Gustav Jung, a quien financió y ayudó a convertirse en el destacado psiquiatra y fundador de la psicología analítica, y juntos tuvieron cinco hijos. Fue su "editora intelectual" hasta el final de su vida. Se dice que, tras su muerte, Jung la describió como "una reina".

## Biografía

### Primeros años
Emma Rauschenbach era hija de un rico industrial, Johannes Rauschenbach, entonces propietario de IWC Schaffhausen. En el momento de su matrimonio era la segunda heredera más rica de Suiza.

### Vida familiar
Emma Rauschenbach conoció a C. G. Jung en 1896, cuando ella tenía dieciséis años de edad (algunas fuentes citan quince años) y el contaba con veintiuno, a través de un contacto de su madre. Jung contó en su momento que ya sabía que algún día Emma sería su esposa. La pareja se casó el 14 de febrero de 1903 (el día de San Valentín), siete años después de conocerse. Tuvieron cinco hijos (cuatro niñas y un niño):
- Agathe Niehus, nacida el 28 de diciembre de 1904
- Gret Baumann, nacida el 8 de febrero de 1906
- Franz Jung-Merker, nacido el 28 de noviembre de 1908
- Marianne Niehus, nacida el 20 de septiembre de 1910
- Helene Hoerni, nacida el 18 de marzo de 1914

Tras la muerte de su padre en 1905, Emma y su hermana, junto con sus maridos, se convirtieron en propietarios de IWC Schaffhausen, la empresa relojera internacional, fabricante de relojes de lujo. El cuñado de Emma se convirtió en el principal propietario, pero los Jung siguieron siendo accionistas de un negocio próspero que garantizó la seguridad financiera de la familia durante décadas.
Emma Jung no sólo se interesó mucho por el trabajo de su marido, sino que lo ayudó y se convirtió en una destacada analista por derecho propio. Desarrolló un particular interés en la leyenda del Grial. Mantuvo una breve correspondencia con Sigmund Freud durante 1910-11. En 1906, Freud interpretó varios de los sueños de Jung de ese período como presagios del "fracaso de un matrimonio por dinero" (das Scheitern einer Geldheirat).

### Muerte
Emma murió en 1955, casi seis años antes que Carl Jung. Después de su muerte por una recurrencia del cáncer, él talló una piedra en su nombre: "Ella fue el cimiento de mi casa". También se dice que se lamentó: "¡Ella era una reina! ¡Ella era una reina!" ("Sie war eine Königin! Sie war eine Königin!") mientras lloraba por ella. Su lápida tenía la siguiente inscripción: "Oh jarrón, signo de devoción y obediencia.

## Ánimus y ánima

### "Un aporte al problema del ánimus" y "El ánima como ser natural"
Ánimus y ánima es un libro publicado con dos ensayos de Emma Jung que se correlacionan con el trabajo de su esposo. El ensayo "Un aporte al problema del ánimus" explora los conceptos de ánimus y ánima en la psicología junguiana, con especial énfasis en el primero. Profundiza en los roles que estos elementos arquetípicos juegan en la psique, centrándose particularmente en su influencia en las relaciones entre hombres y mujeres. El ánimus representa los aspectos masculinos dentro de la psique femenina, mientras que el ánima representa los aspectos femeninos dentro de la psique masculina. Emma Jung también incluye un análisis sobre cómo la comprensión e integración de estos aspectos puede contribuir a la plenitud psicológica y a una mejor dinámica interpersonal.
En "El ánima como ser natural", Emma Jung amplía el concepto de ánima, presentándolo como un ser elemental que encarna fuerzas poderosas y transformadoras. Explora las dimensiones simbólicas y mitológicas del ánima, enfatizando su conexión con el mundo natural y el inconsciente. El ensayo profundiza en las diversas manifestaciones del ánima, destacando su potencial tanto para la inspiración creativa como para el caos destructivo. Jung sugiere que reconocer y comprometerse con el ánima en su forma elemental puede conducir a una comprensión más profunda de la psique y facilitar el crecimiento personal.

## Obra (selección)
- Die Graalslegende in psychologischer Sicht (= Studien aus dem C. G. Jung-Institut Zürich. Band 12). Rascher, Zürich/Stuttgart 1960 (fragmento, complementado póstumamente por Marie-Louise von Franz); reimpresión de Olten, 1980.
- Animus und Anima. Rascher, Zürich/Stuttgart 1967.

## Edición en español
- Jung, Emma (2022). Ánimus y ánima. Traducción Laura S. Carugati y Gastón R. Rossi, editado por Alejandro Marshall, 168 páginas. Colección Catena Aurea. Editorial El hilo de Ariadna. ISBN 978-987-3761-68-3 / ISBN 978-84-124958-3-6.
- Jung, Emma & Franz, Marie-Louise von (2005). La leyenda del Grial. Desde una perspectiva psicológica. Barcelona: Kairós. ISBN 978-84-7245-424-8.